# Sonia Couling
Sonia Couling Vacharasinthu (tiếng Thái: ซอนย่า คูลลิ่ง วัชรสินธุ์; sinh ngày 18 tháng 6 năm 1974 tại Băng Cốc, Thái Lan), tên thường gọi là Pim (Thái: พิม; RTGS: Phim), là nữ diễn viên Thái Lan gốc Anh, người mẫu, siêu mẫu hàng đầu. Cô còn làm VJ của MTV Đông Nam Á, và từng là host của cuộc thi người mẫu Thailand's Next Top Model năm 2005.

## Tiểu sử và sự nghiệp
Cô thường được biết đến với biệt danh "Pim". Không chỉ là siêu mẫu kỳ cựu của làng thời trang Thái Lan, Sonia còn tỏa sáng ở lĩnh vực diễn xuất và là MC cho nhiều chương trình tầm cỡ như Miss Universe Thailand (Hoa hậu Hoàn vũ Thái Lan), Hoa hậu Trái Đất 2011, Hoa hậu Hòa bình Quốc tế 2013, Hoa hậu Hòa bình Quốc tế 2014.
Gia nhập làng mẫu năm 13 tuổi, vẻ đẹp lai Anh - Thái mang về cho Sonia cơ hội xuất hiện trên những sàn diễn thời trang tầm cỡ và bản hợp đồng với các nhãn hàng nổi tiếng trên toàn châu Á như Olay, Nivea Visage và L’Oreal.
Năm 2005, siêu mẫu có 18 năm kinh nghiệm Sonia trở thành nhà sản xuất kiêm vai trò host của chương trình Thailand’s Next Top Model. Tính thời điểm hiện tại, cô cùng với Metinee Kingpayom và Cindy Bishop là ba Siêu mẫu hàng đầu tại Thái Lan và là nhân vật quyền lực trong Showbiz Thái.
Sonia cũng là gương mặt quen thuộc trong nhiều lakorn (phim truyền hình) đình đám như Hào quang nghiệt ngã (2015); Công thức tình yêu (2009); Bởi vì anh yêu em (2012).
Cô còn lấn sân sang thị trường quốc tế khi làm giám đốc sản xuất cho bộ phim A Stranger in Paradise (2013) với sự tham gia của tài tử Stuart Townsend, Colin Egglesfield và Byron Mann.
Năm 2018, cô sẽ đảm nhiệm vai trò Huấn luyện viên The Face Thailand mùa thứ tư - All Stars cùng với các huấn luyện viên từng đảm nhiệm các mùa giải trước.

## Các bộ phim đã tùng tham gia

### Phim truyền hình
| Năm  | Phim                                                          | Vai                                   | Đài                           | Đóng với                 |
| 1994 | Sonthana Prasa Chon                                           | Duaenden                              | Channel 5, Thailand           | Sanya Khunakon           |
| 1994 | Chaopo Champen                                                | Natcha                                | Channel 5, Thailand           | Jetrin Wattanasin        |
| 1996 | Yiam Wiman                                                    | Waeophloy                             | Channel 3, Thailand           | Johnny Anfone            |
| 1997 | - Tawan Yor Saeng - (Ánh hoàng hôn rực rỡ)                    | Tawan Yosaeng Dechapdin               | Channel 3, Thailand           | Sarunyoo Wongkrachang    |
| 1997 | Lueatrak Lueatritsaya                                         |                                       | Channel 3, Thailand           | Kanchai Kamnoetploy      |
| 1998 | Khwamrak Kap Ngoentra                                         | Irin                                  | Channel 3, Thailand           | Billy Ogan               |
| 1999 | Phreng Ngao                                                   | Miriam (Muk)                          | Channel 3, Thailand           | Tanakorn Posayanon       |
| 2001 | Maya                                                          | Phitawan Satchamat                    | Channel 7, Thailand           | Teerapat Sajakul         |
| 2002 | - Nang Miao Yom Si                                            | Girl (khách mời)                      | Channel 3, Thailand           | Aphinan Praseritwatnakun |
| 2002 | Chaochai Huajai Ken Roi                                       | Princess Minya (khách mời)            | Channel 7, Thailand           | Patiparn Pataweekarn     |
| 2003 | Phayakrai 6 Phandin (Asian King)                              | Pinpak                                | Channel 3, Thailand           | Dom Hetrakul             |
| 2009 | - Susarn Phutesuan - (Chuyện tình vượt thời gian)             | Golden Lotus (Mataenai / Nithithepin) | Channel 3, Thailand           | Chatchai Plengpanich     |
| 2009 | - Sood Sanae Ha - (Công thức tình yêu)                        | Sophita "Ta" Jarukorn                 | Channel 3, Thailand           | Ruengrit McIntosh        |
| 2010 | Fai Amata (Be A Better Man)                                   | Kelly Yao                             | Channel 9, Thailand           | Shahkrit Yamnam          |
| 2012 | - Nuer Mek 2 - (Gián điệp nguy hiểm)                          | Police Major Rawi Ingkhaphat          | Channel 3, Thailand           | Chatchai Plengpanich     |
| 2015 | - Ugly Betty - (Cô gái xấu xí Thai ver)                       | Alisa Phalakon (Alice)                | Thairath TV, Thailand         | -                        |
| 2015 | - Ploeng Dao - (Hào quang nghiệt ngã)                         | Rada Sasirada                         | PPTV, Thailand                | Thana Iamniyom           |
| 2015 | Strike Back: Legacy                                           | Lawan                                 | - Sky One (UK) - Cinemax (US) | -                        |
| 2018 | - My Hero Series: Matupoom Haeng Huajai - (Người Hùng Đời Em) | Madam Maytu A                         | Channel 3, Thailand           | Shahkrit Yamnam          |
| 2020 | Club Friday The Series 12: Rak Nai Raeng Kaen                 | Nan                                   | GMM25, Thailand               | Ruengrit McIntosh        |
| 2022 | The War of Flower                                             | Ornsela                               | GMM25, Thailand               | Ruengrit McIntosh        |

### Phim điện ảnh
| Năm  | Phim                                       | Vai          | Đóng với                           |
| ---- | ------------------------------------------ | ------------ | ---------------------------------- |
| 1997 | Destiny Upside Down                        | Jik          | Jesdaporn Pholdee, Shahkrit Yamnam |
| 2003 | Final Combat                               | Butterfly    | Tonny White                        |
| 2011 | Largo Winch II: The Burma Conspiracy       | Wang         |                                    |
| 2012 | An Ordinary Love Story (Bởi vì anh yêu em) | Winnie       | Billy Ogan                         |
| 2012 | Blood and High Heels                       | Rose Red     | Iván Kamarás                       |
| 2012 | The Mark                                   | Dao          | Craig Sheffer                      |
| 2013 | The Mark: Redemption                       | Dao          | Craig Sheffer                      |
| 2013 | A Stranger in Paradise                     | Chris        | -                                  |
| 2014 | Glory Days                                 | Tammy        | -                                  |
| 2018 | General Commander                          | Sonia Dekker | Steven Seagal                      |
| 2019 | Paradise Beach                             | Aom          |                                    |
| 2019 | Al B. and the Concrete Jungle              | Jayla        | Alejandro Santoni                  |

### Dẫn chương trình
| Năm       | Chương trình                    | Vai                               | Đài                                        | Dẫn với                    |
| --------- | ------------------------------- | --------------------------------- | ------------------------------------------ | -------------------------- |
| 1998-2000 | MTV Đông Nam Á                  | VJ                                | MTV Asia                                   |                            |
| 1998      | Zoom                            | Host                              | Channel 5, Thailand                        |                            |
| 2000      | Asian Television Awards         | Host                              |                                            |                            |
| 2002-2005 | Jao Muay Thai Fight             |                                   | Channel 3, Thailand                        | Metinee Kingpayom          |
| 2005      | Thailand's Next Top Model       | Host/ Giám khảo chính             | Channel 3, Thailand                        |                            |
| 2005      | Hoa hậu Hoàn vũ                 | Host                              | NBC, Telemundo, Channel 7                  |                            |
| 2007      | Asian Television Awards         | Host                              |                                            |                            |
| 2010      | The One                         | Host                              | Channel 9, Thailand                        | Jetrin Wattanasin          |
| 201?      | HBO Central                     | Host                              | HBO Asia                                   |                            |
| 2011      | Hoa hậu Trái Đất                | Host                              | ABS-CBN, The Filippino Channel, STAR World | Jason Godfrey              |
| 2011      | The Challenger Muay Thai        | Host                              | AXN                                        |                            |
| 2012      | Muay Thai Premier League        | Host                              | FOX, FOX sport                             |                            |
| 2013      | Hoa hậu Hòa bình Quốc tế        | Host                              | Channel 7, Thailand                        | Utt Panichkul              |
| 2014      | Hoa hậu Hòa bình Quốc tế        | Host                              | Channel 7, Thailand                        | Matthew Deane Chanthavanij |
| 2017      | The Face Thailand (Mùa 3)       | HLV khách mời đội Lukkade (tập 6) | Channel 3, Thailand                        | Metinee Kingpayom          |
| 2017      | Beauty Battle Thailand          | Host                              | One 31, Thailand                           | Nalin Hohler               |
| 2018      | The Face Thailand (Mùa 4)       | Huấn luyện viên                   | Channel 3, Thailand                        | Chermarn Boonyasak         |
| 2018      | The Next Boy/Girl Band Thailand |                                   | Channel 7, Thailand                        | Metinee Kingpayom          |
| 2018      | The Face Men Thailand (Mùa 2)   | Huấn luyện viên                   | PPTV, Thailand                             | Metinee Kingpayom          |